# Adoretus quadridens
Adoretus quadridens är en skalbaggsart som beskrevs av Sylvain Auguste de Marseul 1878. Adoretus quadridens ingår i släktet Adoretus och familjen Rutelidae. Inga underarter finns listade i Catalogue of Life.